# 井上みづき
井上 みづき（いのうえ みづき、1995年8月16日 - ）は、日本のAV女優。ディクレア所属。

## 略歴・人物
神奈川県出身。2014年8月にデビューしたロリ系のAV女優。
2015年9月16日、ツイッターにて引退を発表（引退後アカウントは削除）。

## 出演作品

### アダルトDVD
2014年
- ママには言えません… 新しいお父さんが性器を無理矢理こじ入れてきます。 みづき148cm（8月1日、ミニマム）
- ママは知らない 思春期の娘とパパの歪んだ愛の日常。 みづき148cm（11月1日、ミニマム）

2015年
- 仲良し幼馴染。ダブル無毛。しゅなみづき。（1月15日、ミニマム）共演:加賀美シュナ
- 初恋 〜あさみとみづき〜（2月13日、TMA）共演:土屋あさみ
- 親には内緒の妹近親相姦旅行 みづき 1●才（2月27日、I.B.WORKS）
- 本物中出し。 お兄ちゃん愛してる。兄妹貫通 子作り物語。 みづき148cm〖無毛〗（3月1日、ミニマム）
- 旅館従業員による貸切露天風呂母娘同時強姦投稿映像（3月27日、青空ソフト）他出演:椎名まりな、広瀬奈々美、陽木かれん
- 女子大の寮まるごと全員と中出し乱交（4月1日、ZUKKON/BAKKON）共演:美月優芽、HIKARI、鈴木愛、本山茉莉、南ゆうな、小峰みこ、芦川芽依、雫月こと、桜リカ、松田あんな、水沢あいり、綾宮京子
- 文化部に所属するうぶな女子を部活中に痴漢して何度もイカセろ! 〜科学部/美術部/天文部/新聞部〜（4月9日、ナチュラルハイ）他出演:紺野まこ、広瀬りほ、御舟みこと
- 気持ちよすぎて止まらない… 女子校生自画撮り指入れオナニー（4月24日、TMA）他出演:楓ゆうか、湊莉久、土屋あさみ、神波多一花、椎名みゆ、陽木かれん、仁奈るあ、若菜くみ、篠宮ゆり、葉月可恋、宮崎夏帆、椎名まりな、千乃あずみ、南梨央奈、川越ゆい、川村まや、小西ももか、佐々木恋海、臼井あいみ、小西まりえ、広瀬奈々美、桃原まみか、阿部乃みく
- ツインテール貧乳パイパンロリータ少女に中出し 〜おにいちゃん…中に出してもいいよ〜（6月12日、TMA）共演:早乙女ゆい、土屋あさみ、吉川いと
- 肉壷（俺専用） みずき（6月25日、ラマ）
- J●散歩!! ガチ交渉でココまでやっちゃいました!! 4時限目（7月10日、doc）※「ありさ」名義　他出演:かおる、あおい、りこ、あやの、きょうこ、あゆ、はるこ、あや
- ロリーちゃん好きでちゅ 親戚おじさんのへんたいにっし（7月13日、おやゆび姫）
- パイパン少女露天風呂中出しレイプ（7月24日、I.B.WORKS）共演:早乙女ゆい、逢月はるな
- つるぺたローっ娘エンジェル（7月24日、FIRST STAR）
- 疲れた身体を癒してくれる秘密の楽園銭湯。 小さな湯女がお出迎え。 〖全パイパン〗（8月1日、ミニマム）共演:葉山友香、夢咲りぼん、星名愛美
- 夏休みに妹が友達を連れて帰って来たが、部屋のエアコンが壊れて温室状態に！扇風機の風なんかじゃ全然涼しくならず汗だくのままなので、上着を脱ぐわ、スカートをめくるわでパンチラ、乳首チラしまくり! そんな姿を見てしまった僕は年下の彼女たちにドギマギしてしまって…。 2（8月6日、Hunter）他出演:佳苗るか、前田さおり、早乙女ゆい、陽木かれん ほか
- ロリパンツ履いたつるペタ少女をねぶり尽くす（8月19日、ラマコス）
- 女子校生スクール中出し乱交 〜パイパン巫女課外授業編〜（9月1日、TMA）※AV OPEN 2015 エントリー作品　共演:早乙女ゆい、土屋あさみ、早瀬ありす、逢月はるな
- 足立共同区営団地 日焼け少女わいせつ映像。（9月1日、I.B.WORKS）※AV OPEN 2015 エントリー作品他出演:早乙女ゆい、陽木かれん、早瀬ありす、須藤あいく
- なかだし学級崩壊（9月1日、プレステージ）共演:小宮山ゆき、双葉ゆきな、芦川芽依、七緒ゆづき、真波月美恋、ひなたりこ、森保さな、白石みれい、桐生ゆい、美月あおい、小泉まり、早川沙梨、西口あられ、真琴あず、蛍ひかり
- 生まれて初めてのおしり。 アナルはもう一つのマ○コだと教えられる。 みづき147cm〖つるつる〗（9月1日、ミニマム）
- 女だけの濃厚3Pレズ性交 お姉ちゃんのレズ行為を見てしまった妹が…（10月15日、ピーターズ）共演:大槻ひびき、玉城マイ
- 童貞の僕をバカにしてチ●ポを責めてくるいたずらっ子な妹に逆襲の童卒中出し。（11月19日、いもうとChannel）
- Petit Story 12 小さな幼精の4つの物語 井上みづき148cm（12月1日、プラネットプラス）
- JKオマ○コおっぴろげ! 繰り返しイキまくるマン汁ぴちゃぴちゃ指ズボオナニー（12月15日、プリモ）他出演:佳苗るか、聖菜アリサ、宇野ゆかり、松浦ゆきな、上杉玲奈、東雲れん、西川ちひろ、大塚のどか、結月ありす